# Горст Тюллер
Горст Тюллер (нім. Horst Tüller, 5 лютого 1931 — 4 червня 2001) — німецький велогонщик.
Бронзовий призер Олімпійських Ігор 1956 року в командній шосейній гонці.